# Jack Douglas
Jack Douglas (n. 6 de noviembre de 1945, El Bronx, Nueva York)es un productor discográfico e ingeniero de sonido estadounidense. Es conocido por su trabajo con John Lennon y Yoko Ono, Patti Smith, Cheap Trick y los New York Dolls, entre otros artistas de rock en las décadas de 1970 y 1980; en particular, su mayor éxito fue producir cuatro de los álbumes más vendidos de  Aerosmith.

## Biografía
En sus inicios fue músico de folk y trabajó como compositor musical en la campaña electoral de Robert Kennedy al senado. Douglas se trasladó a Inglaterra donde tocó en algunas bandas para luego retornar a Nueva York e iniciar clases de producción musical. Su primer trabajo como profesional fue en los Estudios Record Plant, no como ingeniero de sonido o productor sino como encargado de oficios varios. Pronto demostró su conocimiento y empezó a colaborar en la producción de álbumes para artistas y bandas como Miles Davis, The James Gang, Alice Cooper, Cheap Trick, Montrose, Rough Cutt, Artful Dodger, Moxy y Mountain.
Fue colaborador en la grabación de las primeras sesiones del álbum Who's Next de The Who. Luego tuvo la oportunidad de ser el ingeniero de sonido del álbum Imagine de John Lennon. Douglas y Lennon formaron un gran grupo de trabajo hasta la muerte del cantante.
Como ingeniero de sonido de Record Plant, Douglas trabajó con artistas y bandas como Patti Smith, Blue Öyster Cult, the New York Dolls, Cheap Trick, Starz y Aerosmith. Produjo muchos de los álbumes de Aerosmith en los años setenta, incluyendo Get Your Wings (1974), Toys in the Attic (1975), Rocks (1976) y Draw the Line (1977), todos ellos logrando el estatus de disco multiplatino.